# 闇の密猟者
『闇の密猟者』は、JADEから1998年9月4日に発売された18禁アドベンチャーゲームであり、同社の第1作である。ダウンロード版は発売されていない。

## 概要
山の中の別荘に滞在した主人公とヒロインたちが、連続殺人犯に襲われながら立ち向かい脱出しようとする。選択肢によるストーリー分岐や複数エンディングはないが、一部で画面クリックによる探索シーンやマップ移動が存在する。

## ストーリー
主人公・中田崇は妹・美菜子と妹の友人である絵画教室の梨絵、朱美たちと水垣山に風景スケッチのために登山したが、山の中を歩き回ったため帰るころには暗くなり迷子になっていることに気づいた。雨も降ってきたが、運よく明かりのついた別荘にたどり着いた。別荘の主人・秋元に迎えられ主人公たちは一息つくが、秋元は車で買い出しに出かけてしまう。シャワーを浴びたり別荘内を見て回り待っているが、一向に帰ってくる気配がなく、美奈子が空腹になり我慢できないため食料を探し始める。冷凍庫の中に肉のようなものを見つけてはしゃぐが、それは切断された人間の腕だった…

## 登場人物
主人公以外のキャラクターはフルボイス(声優は非公開)
中田 崇（なかた たかし）
本作の主人公。大学生。美菜子たちのスケッチの荷物持ちに一緒に付いていくが迷子になる。朱美からはイケメンと言われている。別荘の地下室で秋元に殺されそうになるが、優美香によって助けられ事件後は一緒に暮らすことになる。
中田 美菜子（なかた みなこ）
崇の妹。一人称は「美菜」でみんなからもそう呼ばれている。崇や友人には人一倍強気だが、知らない人にはおとなしくなる典型的な内弁慶な女の子。いつもは崇に憎まれ口をたたくが実はブラコンで崇以外の男性には興味を示さない。別荘から脱出するためみんなで下山しようとする際にはぐれてしまい、秋元につかまりレイプされる。事件後は立ち直るが優美香の影響もありブラコンはおさまっている。
遠藤 梨絵（えんどう りえ）
美菜子と同じ絵画教室に通う気の強い美大生。男性不信でレスビアンで同居している朱美とは恋人関係であり、支配欲もある。別荘内でも朱美とセックスするが、その後つかまってしまった朱美の代わりに体をささげる。事件後は半年ほど閉じこもるようになったが、朱美に助けられ朱美への思いはさらに強くなっている。
原 朱美（はら あけみ）
美菜子と同じ絵画教室に通うOL。2年前に就職を機に実家から出て一人暮らしていたが、梨絵と同居している。別荘内で秋元により梨絵といっしょに犯される。事件後は梨絵を支え引き続き同居している。
桜井 優美香（さくらい ゆみか）
家族と長期休暇で別荘に滞在しているところを秋元に襲われる。父大介と母優子、弟の優介をともに殺害され、秋元に屋根裏部屋に幽閉され調教される。崇によって助けられ自我を取り戻した。崇が秋元に地下室で殺されそうになったときにとっさに背後から包丁で秋元を刺し殺した。情状酌量で収監されることはなく、事件後は崇と同居し支えあっている。
秋元 邦彦（あきもと くにひこ）
連続殺人犯で別荘の所有者である桜井家の人々を殺害した。幼少期に交通事故で孤児になり施設に暮らしていたが、遺産目当ての親戚に引き取られ義父、義母から義妹・那美とともに虐待をうけた。そのため多重人格になり6人の人格が存在する。レイプを繰り返し警察に追われて別荘に逃げ込んだところで崇たちを迎え入れ、自分は車で逃走しようとしたががけ崩れのため引き返し、美菜子たちを襲う。最後は優美香により刺殺された。

## スタッフ
- シナリオ：柳本波樹
- 原画：富士参號